# Stasin (Nowe Kanigowo)
Stasin – część wsi Nowe Kanigowo w Polsce położona w województwie mazowieckim, w powiecie płockim, w gminie Bodzanów.
W latach 1975–1998 Stasin administracyjnie należał do województwa płockiego.